# Eumaeus atala
Eumaeus atala é uma pequena borboleta colorida da família Lycaenidae. É encontrada no sudeste da Flórida, Bahamas, Cuba, Ilhas Cayman e provavelmente em outras ilhas do Caribe.